# Voo Sabena 548
O voo Sabena 548, prefixo OO-SJB, era uma aeronave Boeing 707 que partia do Aeroporto Internacional de Nova Iorque (posteriormente renomeado Aeroporto Internacional John F. Kennedy) para o Aeroporto de Bruxelas, Bélgica, em 15 de fevereiro de 1961. O avião caiu durante a abordagem para a aterrissagem. Ninguém que estava na aeronave sobreviveu, e um agricultor também morreu após ser atingido por destroços do avião. É o desastre aéreo com maior número de vítimas fatais ocorrido na Bélgica.
O desastre foi o primeiro acidente fatal envolvendo um Boeing 707 em serviço regular de passageiros. Entre os mortos estavam os membros da equipe de patinação artística no gelo dos Estados Unidos, que estavam a caminho de Praga, Tchecoslováquia, onde iriam competir no campeonato mundial de 1961.

## Acidente
O avião, registrado como OO-SJB, era um Boeing 707-329 da companhia belga Sabena que partiu do Aeroporto Internacional de Nova Iorque na noite de 14 de fevereiro de 1961 com destino ao Aeroporto de Bruxelas. O voo transcorria em perfeita ordem, e foi somente perto do aeroporto de destino que os problemas começaram. O piloto recebeu a indicação de manter-se em voo até uma pequena aeronave deixar a pista. Então, segundo testemunhas oculares, o avião começou a mover-se erraticamente e foi bater em um campo perto da cidade-dormitório Berg.
A causa exata do acidente nunca foi esclarecida, porém, segundo a Administração Federal de Aviação dos Estados Unidos, a causa mais provável foi o mau funcionamento do mecanismo de regulação do estabilizador.

## Passageiros
Entre os mortos estavam os membros da USFSA, que iriam disputar o campeonato mundial de patinação artística em Praga, e alguns familiares dos membros. 
Patinadores (individual)
- Bradley Lord
- Gregory Kelley
- Douglas Ramsay
- Laurence Owen
- Stephanie Westerfeld
- Rhode Lee Michelson

Patinadores (duplas)
- Ila Ray Hadley / Ray Hadley, Jr.
- Laurie Jean Hickox / William Holmes Hickox
- Maribel Owen / Dudley Richards

Patinadores (dança no gelo)
- Diane Sherbloom / Larry Pierce
- Dona Lee Carrier / Roger Campbell
- Patricia Dineen / Robert Dineen

Treinadores e dirigentes
- Edi Scholdan
- Maribel Vinson-Owen
- Dan Ryan
- William Kipp
- William Swallender

Juízes e árbitros
- Harold Hartshorne
- Edward LeMaire

Outros
- Deane McMinn
- Walter S. Powell